# 克拉索夫斯基环形山
克拉索夫斯基环形山（Krasovskiy）是月球背面赤道区中的一座大型撞击坑，约形成于晚雨海世，其名称取自苏联天文学家及大地测量专家费奥多西·尼古拉耶维奇·克拉索夫斯基（Feodosiy Nikolaevich Krasovskiy，1878年–1948年），1970年被国际天文联合会正式批准接。

## 描述
该陨坑西北毗邻斯坦因陨石坑、东北坐落着茹科夫斯基环形山；康格里夫环形山位于它的东南；东南和西南分别为伊卡洛斯环形山和利普斯基环形山。该环形山的中心月面坐标为3°54′N 175°30′W / 3.9°N 175.5°W，直径61.7公里，深度2.7公里。
克拉索夫斯基环形山外观呈多边形状，未承受重大撞击侵蚀。坑壁边缘尖峭清晰，南北侧外壁略为平缓，东南壁与卫星坑克拉索夫斯基 J相连；坑壁平均高出周边地形1200米，内部容积约2900公里³。碗状的坑底除西部较平坦外，其余部分地表崎岖不平，中心点偏西坐落着一座中央峰。
来自西北偏北方杰克逊环形山的微弱射纹束从克拉索夫斯基环形山内西侧纵贯而过。

## 卫星陨石坑
按惯例，最靠近克拉索夫斯基环形山的卫星坑在月图上以字母标注在该坑中心点的旁边。
| 克拉索夫斯基 | 纬度   | 经度     | 直径     |
| ------------ | ------ | -------- | -------- |
| C            | 6.1° N | 173.6° W | 23 公里  |
| F            | 3.7° N | 172.5° W | 15 公里  |
| H            | 2.7° N | 171.4° W | 46 公里  |
| J            | 3.2° N | 174.1° W | 32 公里  |
| L            | 0.4° S | 174.8° W | 58 公里  |
| N            | 1.0° N | 176.0° W | 22 公里  |
| P            | 0.8° N | 177.3° W | 41 公里  |
| T            | 3.6° N | 177.1° W | 100 公里 |
| Z            | 5.9° N | 175.6° W | 15 公里  |

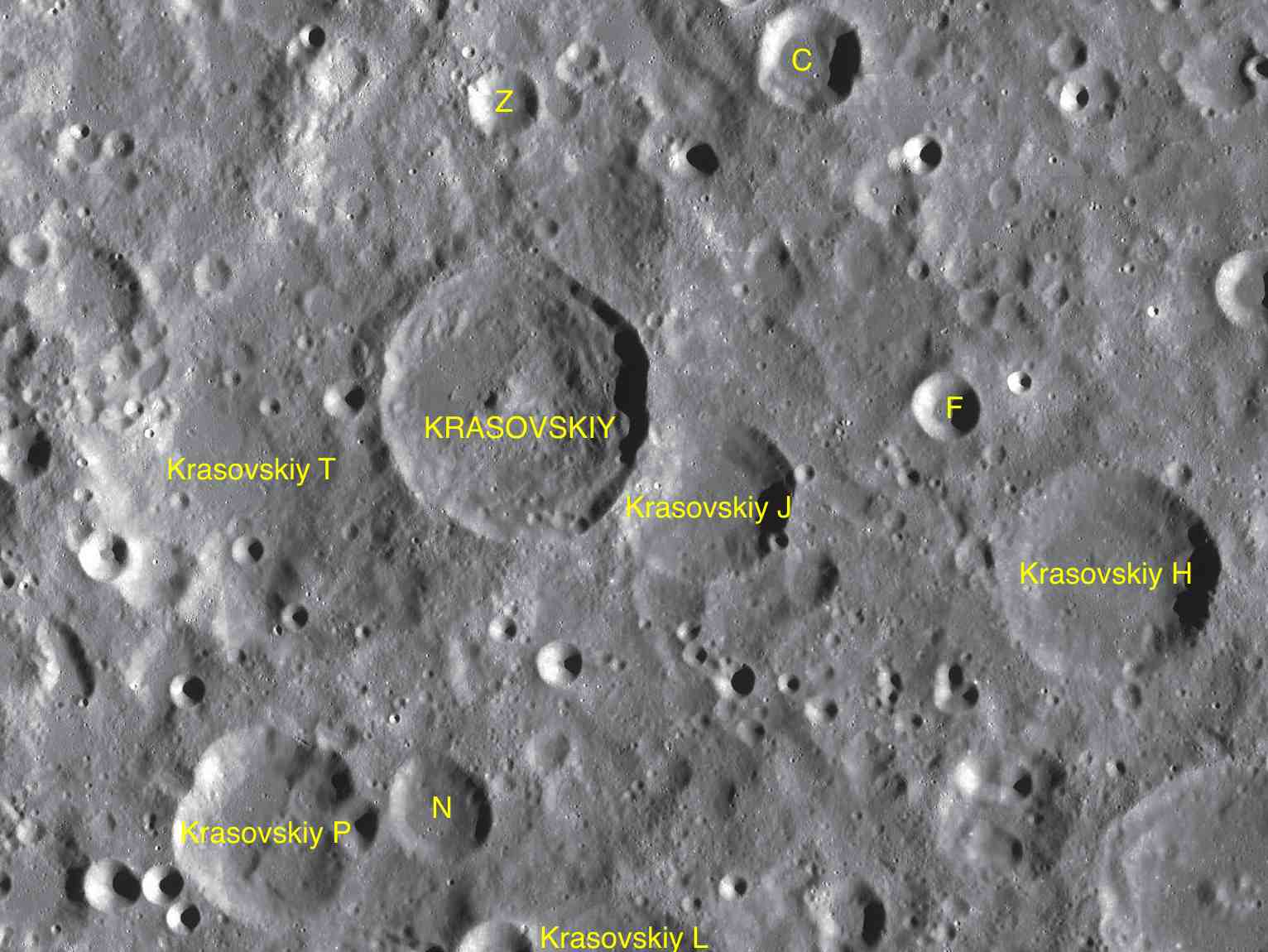
LAC-68 月图

- 卫星坑克拉索夫斯基 H、克拉索夫斯基 J和克拉索夫斯基 P形成于酒海纪[1]。